# Isländische Literatur

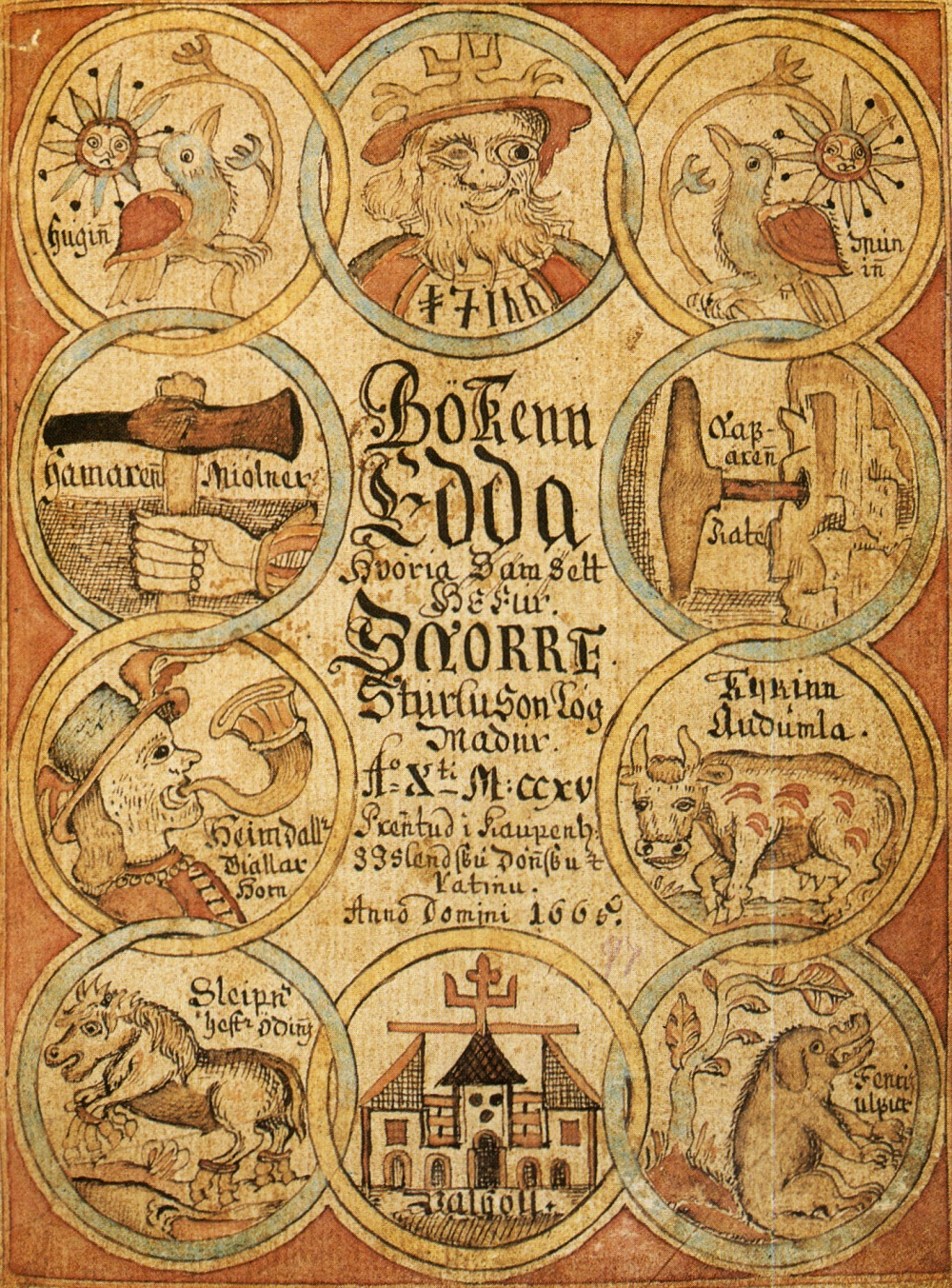
Deckblatt einer isländischen Abschrift der Snorra-Edda des Snorri Sturluson aus dem Jahr 1666

Die isländische Literatur umfasst die Erzählungen, die Dichtung und das Theater Islands.

## Geschichte

### Altnordische Literatur: Sagas und Skaldendichtung

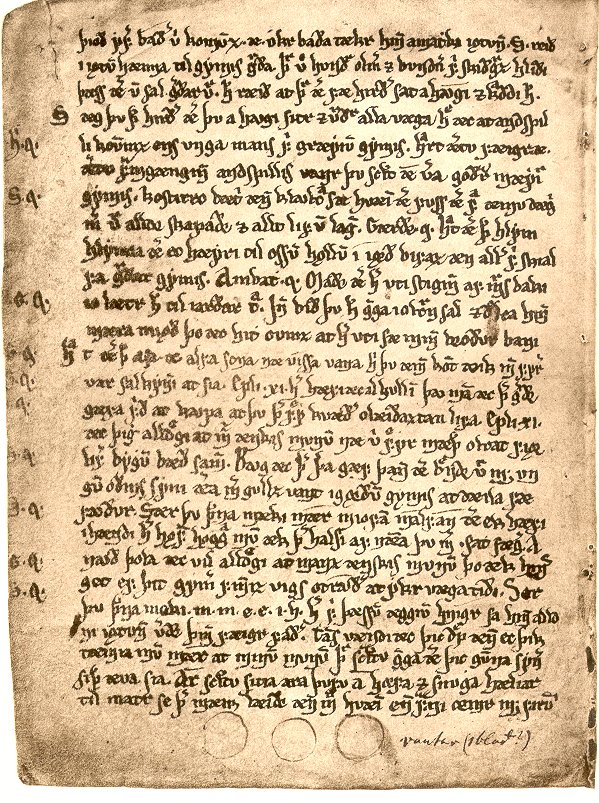
Skírnismál, ein Gedicht aus der „Frühen Edda“

Hauptartikel: Altnordische Literatur und Hauptartikel: Isländersagas
Die altisländische Literatur ist ein Teil der altnordischen Literatur. In dieser Zeit ist sie nur schwer von der altnorwegischen Literatur zu unterscheiden, weil die beiden Sprachen sich sehr ähnlich sind. Da sich die geschriebene isländische Sprache seit dem frühen Mittelalter wenig verändert hat, können viele Isländer auch heute noch altisländische Texte verstehen.
Am Anfang stehen Historiografien, insbesondere die Íslendingabók (das „Isländerbuch“) von Ari Þorgilsson, das älteste bekannte Geschichtswerk Islands.
Die bedeutsamste literarische Gattung in dieser Zeit ist die Saga, die zuerst in mündlicher Form existierte und in der Folge – oft mehrere hundert Jahre später – verschriftlicht wurde. Die meisten Texte dieser Zeit entstanden zwischen 930 und 1050, als Höhepunkt der Sagaliteratur gilt jedoch das 13. Jahrhundert. Man unterscheidet zwischen Sagas, die Familiengeschichten schildern und solchen, die Biografien von Königen oder Heldensagen erzählen. Daneben gibt es aber auch Sagas, die von anderen Themen handeln. Sagas sind darüber hinaus bis heute in der isländischen Literatur ein Gattungsbegriff für Geschichten aller Art.
Typisch für die Sagaliteratur ist die Präzision ihrer geographischen Angaben, anhand derer man die Schauplätze der Erzählungen – zumindest der Isländersagas – auch heute noch auffinden kann, sowie eine Vorliebe für Genealogien. Sie verarbeiten auch nordische Göttersagen und bieten im Übrigen die ältesten ausführlichen Zeugnisse der nordischen Kultur.
Der Codex Regius, eine Handschrift aus dem 13. Jahrhundert, umfasst die „ältere Edda“, deren Inhalt zum Teil auch Eingang in den Beowulf fand. Daneben gibt es die Jüngere Edda von Snorri Sturluson ebenfalls aus dieser Zeit.
Die Skaldendichtung wurde wahrscheinlich von isländischen Autoren aus Norwegen übernommen. Sie wurde jedoch eine Domäne der Isländer und hatte ihren Höhepunkt während der Wikingerzeit (9. bis 11. Jahrhundert).
Durch die gewaltfreie Übernahme des Christentums im Jahr 1000 blieben die alten Stoffe lebendig. Mit der Annahme des Christentums setzte jedoch auch eine Rezeption der klösterlichen Literatur aus Westeuropa ein, die wohl vor allem durch irische Mönche vermittelt wurde. Es wurden zahlreiche Übersetzungen aus dem Lateinischen angefertigt. Die Ritterdichtung kam hingegen vermutlich auf dem Wege über norwegische Übersetzungen nach Island. So entstand auch eine nordische Fassung des Rolandslieds in dieser Zeit. Gegen Mitte des 13. Jahrhunderts war die isländische Dichtung reichhaltiger als die dänische, schwedische oder norwegische Literatur. Auch Märchenstoffe gelangten vom Kontinent nach Island. Sie weisen viele fremde Motive auf, die auf eine solche Herkunft hinweisen (Könige, Schlösser, Wälder, Wirtshäuser oder z. B. das Motiv der durch eine Stiefmutter verwunschenen Königskinder usw.), ohne dass eine Angleichung an die isländische Lebenswirklichkeit stattfand. Diese verschiedenen Elemente wurden seit dem 14. Jahrhundert vermehrt frei kombiniert zu sogenannten „Lügen“- oder „Märchensagas“, von denen 200 bis 300 mündlich überliefert und teils erst im 20. Jahrhundert aufgezeichnet wurden.
Nach Beginn der norwegischen Herrschaft 1264, die 1380 durch die dänische abgelöst wurde, stagnierte die literarische Entwicklung. Dazu trugen zahlreiche und andauernde Naturkatastrophen wie die Ausbrüche der Hekla 1300 und 1341, die Bodenerosion sowie Pest und Pocken bei, die die traditionelle bäuerliche Kultur schwächten und die Bevölkerung dezimierten. Island wurde zu einer Insel der Fischer.

### Reformationszeit

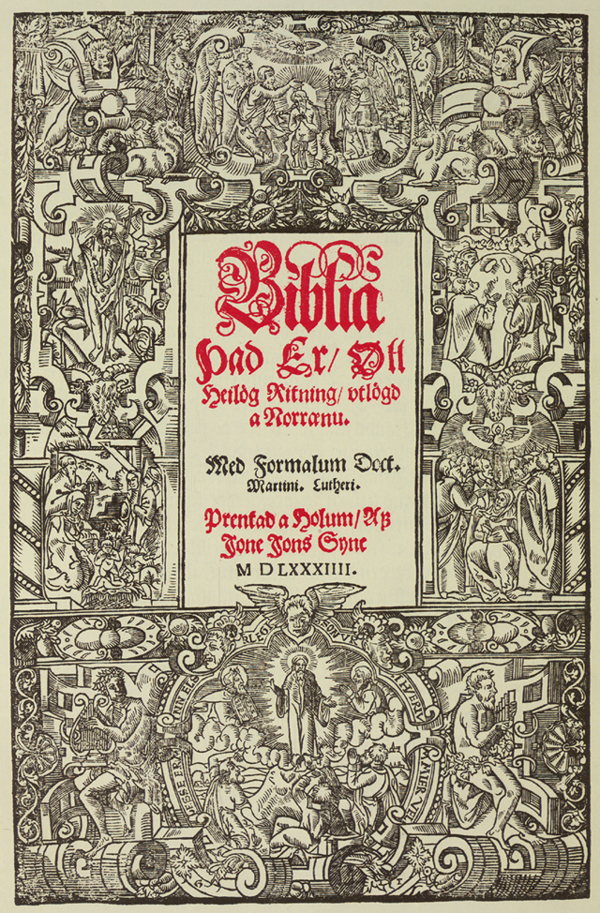
Frontispiz der Bibelausgabe von Guðbrandur Þorláksson (1584)

Der bedeutsamste Autor der Reformationszeit ist der letzte katholische Bischof von Island, Jón Arason, der die erste Druckerei auf der Insel einrichtete.
Im Zuge der Reformation wurde alle katholische Literatur verworfen und durch lutheranische Werke ersetzt, die vor allem aus dem dänischen und aus dem deutschen Raum übernommen wurden. Aus dieser Periode ist viel religiöse Gebrauchsliteratur überliefert.
Der wichtigste Beitrag zur isländischen Literatur war die vollständige Übersetzung der Bibel von Guðbrandur Þorláksson, die 1584 gedruckt wurde. Daneben sind die Passíusálmar („Passionshymnen“) von Hallgrímur Pétursson zu nennen (1666).

### Romantik und nationaler Aufbruch
Zu Beginn der romantischen Periode wurde die Literaturzeitschrift Fjölnir gegründet. Der Name der Zeitschrift, die zwischen 1835 und 1847 erschien, geht auf die gleichnamige nordische Sagengestalt zurück. Fjölnir war ein Sprachrohr der isländischen Sprachpurismusbewegung. Ihr Mitherausgeber Jónas Hallgrímsson war von Heinrich Heine beeinflusst. In dieser Zeit wurden auch Übersetzungen von Tausendundeine Nacht sowie von den Werken William Shakespeares angefertigt.
Jón Thoroddsen veröffentlichte im Jahr 1850 den ersten modernen isländischen Roman (Piltur og stúlka; deutsch: Jüngling und Mädchen, übersetzt 1883), während Jónas Hallgrímsson als Begründer der isländischen Kurzgeschichte mit dem 1847 in der Fjölnir erschienenen Fragment der Erzählung Grasaferð (deutsch: Auf der Moossuche, übersetzt 1897) gilt. Als „modern“ gelten dabei Stoffe, Personen und Szenerien, die dem damaligen zeitgenössischen Leben entstammten und in dem zu ihrer Zeit üblichen Sprachgebrauch geschrieben waren.
In der zweiten Hälfte des 19. Jahrhunderts entwickelte sich das Theater zur wichtigsten Form der Unterhaltung in Island, das auch einen Beitrag zur Findung einer nationalen Identität gegen die Fremdbestimmung von außen leistete. Der Maler Sigurður Guðmundsson wurde der erste Bühnengestalter Islands. Matthías Jochumsson und Indriði Einarsson erarbeiteten insbesondere Übersetzungen der Stücke Shakespeares, die bis zur Mitte des 20. Jahrhunderts Bestand hatten, aber auch andere populäre Stücke, in denen volkstümliche Inhalte verarbeitet wurden. In dieser Zeit gab es drei Theater in Reykjavík, aus denen heraus im Jahr 1897 das Theater Reykjavík (englisch: Reykjavík Theatre Company, RTC) gegründet wurde, dessen erster Leiter Einarsson wurde.

### 20. Jahrhundert bis zur Gegenwart
Zu Beginn des 20. Jahrhunderts wurde das Drama dominiert von Jóhann Sigurjónsson, während die Stoffe weiterhin aus der isländischen Folklore entnommen wurden. Das Isländische Nationaltheater wurde 1950 gegründet.
Halldór Laxness, ein sozialkritischer, 1923 zum Katholizismus konvertierter, aber den Kommunisten nahestehender Autor eines am Sagastil geschulten Realismus, ist der bis heute bedeutsamste isländische Schriftsteller. Sein Werk wurde 1955 mit dem Literaturnobelpreis ausgezeichnet. Gunnar Gunnarsson wurde viermal für den Nobelpreis nominiert, erhielt die Auszeichnung jedoch nicht.
In Deutschland bekannt wurden auch die Romane von Steinunn Sigurðardóttir (* 1950) und Hallgrímur Helgason (* 1959). Einar Kárason (* 1955) und Pétur Gunnarsson (* 1947) pflegen die Erinnerung an das alte proletarische, nur oberflächlich amerikanisierte Reykjavík der 1950er und 1960er Jahre. Während Kárason in Deutschland viel gelesen wird, wurden Arbeiten von Gunnarson erst vor wenigen Jahren übersetzt.

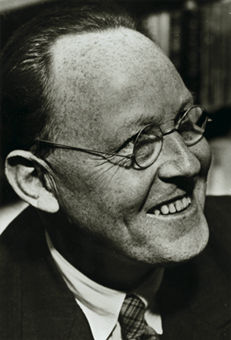
Gunnar Gunnarsson
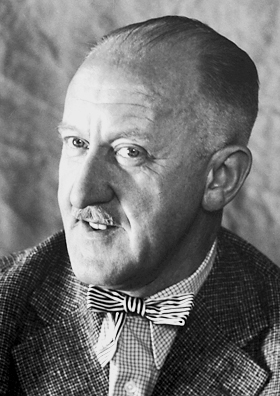
Halldór Laxness, 1955
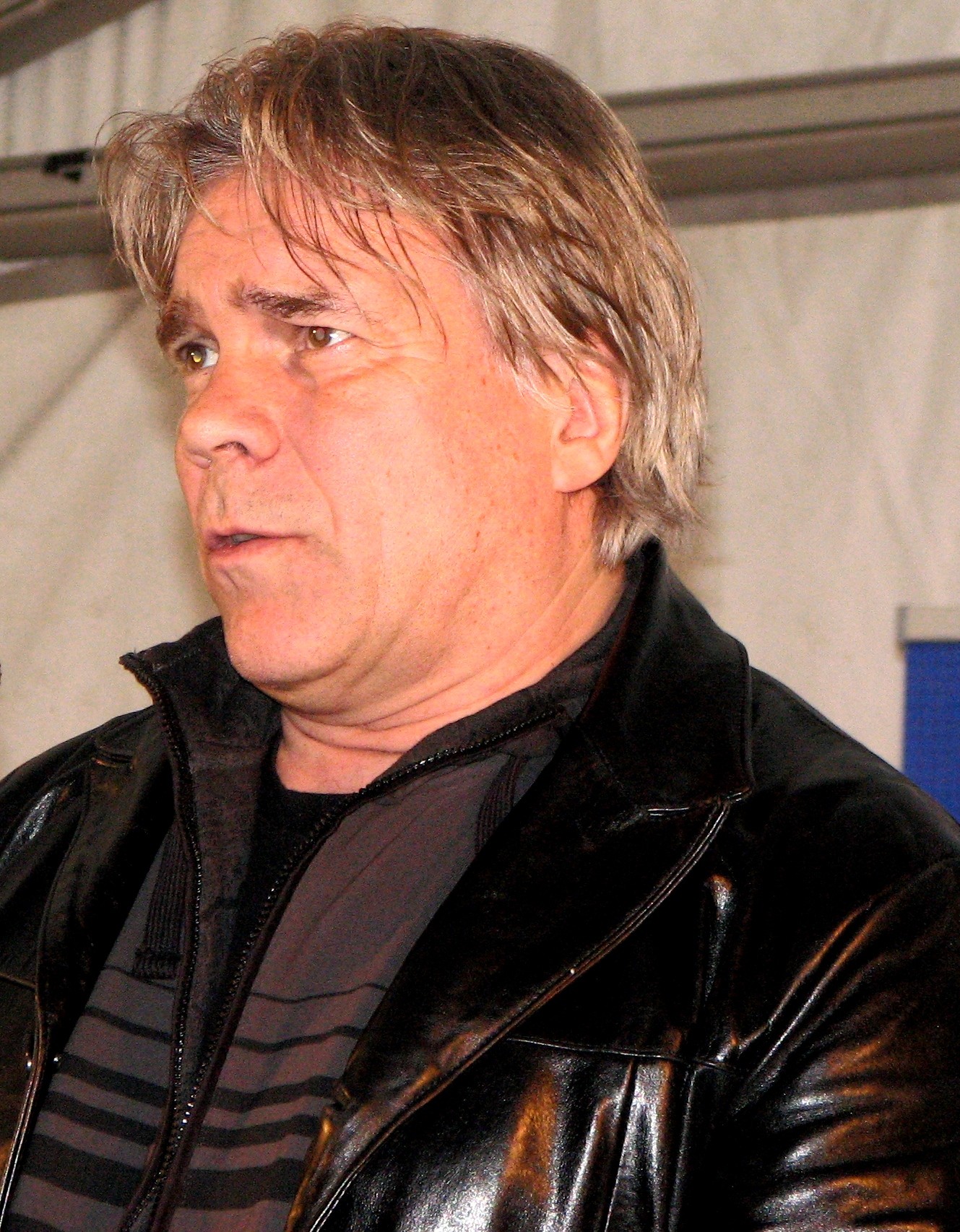
Einar Kárason, 2010
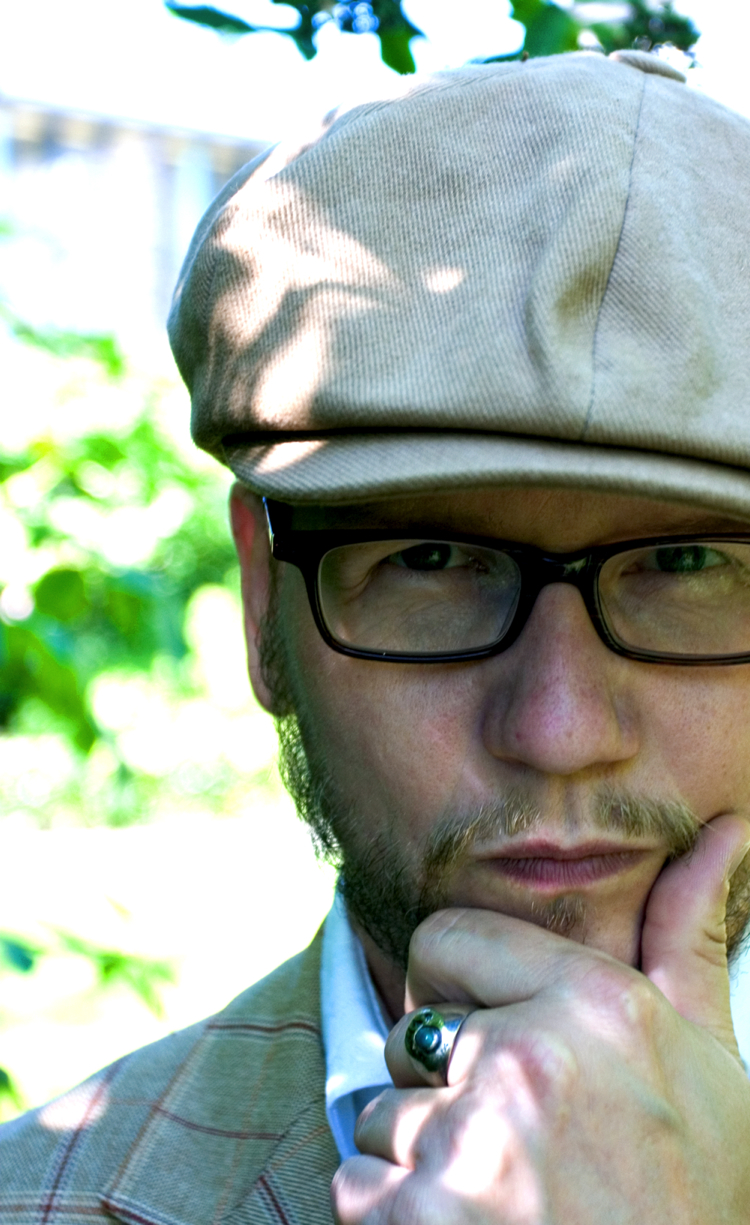
Sjón, 2004

Seit den 1990er Jahren widmen sich zahlreiche isländische Autoren dem Kriminalroman. Als Pionier des Genres in Island gilt Arnaldur Indriðason. 2011 waren über hundert ins Deutsche übersetzte isländische Kriminalromane lieferbar.
2011 erhielt Ófeigur Sigurðsson den Literaturpreis der Europäischen Union für den historischen Roman Skáldsaga um Jón (dt. „Roman über Jón“) über den Priester Jón Steingrímsson.

## Bedeutung der Literatur im heutigen Island
Die Literatur genießt auch heute noch eine große Bedeutung in Island, sie ist, „länger als anderswo“, ein Leitmedium geblieben. Die isländischen Verlage veröffentlichen jedes Jahr rund 1.500 neue Titel, bei einer durchschnittlichen Auflage von 1.000 Exemplaren je literarischem Werk.
Im Jahr 2011 war die isländische Literatur unter dem Motto „Sagenhaftes Island“ Gastland der Frankfurter Buchmesse.
Zudem wurde Reykjavík am 2. August 2011 zur 29. UNESCO-Literaturstadt ernannt.
Island gilt als eines der Länder mit der höchsten Umsatzquote in Öffentlichen Bibliotheken. 2005 führte das Land zusammen mit Norwegen den Index der menschlichen Entwicklung im internationalen Vergleich an, der neben dem Pro-Kopf-Einkommen die Alphabetisierungsquote von Erwachsenen und den Anteil von Schülern und Studierenden innerhalb ihrer Altersgruppe berücksichtigt. Im Jahr 2014 kam Island mit einem Index der menschlichen Entwicklung von 0,899 auf Rang 16 von 188 untersuchten Ländern. Auch bei den von sich aus lesefreudigen Schülern lag Island 2009 im Vergleich laut der PISA-Studien der OECD in der Spitzengruppe.

## Isländischer Schriftstellerverband
Die erste isländische Autorenvereinigung wurde 1928 gegründet. Neben ihr bestand eine weitere Vereinigung. Beiden folgte der heutige Isländische Schriftstellerverband (Rithöfundasamband Ísland) im Jahr 1974 nach, der allen in- und ausländischen Autoren offensteht, die einen ständigen Wohnsitz in Island haben. Der Verband fungiert als Autorengewerkschaft und vertritt die Interessen seiner Mitglieder gegenüber den Verlegern, um die Freiheit der Literatur in Island zu schützen. Er hat etwa 350 Mitglieder, darunter gut ein Drittel Frauen. Es gibt in Island etwa 70 Autoren, die von ihrem Beruf allein leben können. Dabei spielt das staatliche Künstlergehalt eine wichtige Rolle. Der Sitz des Verbands befindet sich im früheren Haus des Schriftstellers Gunnar Gunnarsson, dem Gunnarshús, in dem es auch eine Gästewohnung gibt, die ganzjährig von Autoren genutzt wird.